# Aulus Baebius (Kommandant)
Aulus Baebius († nach 167 v. Chr.) war ein im 2. Jahrhundert v. Chr. lebender Militär der Römischen Republik aus der  plebejischen Familie der Baebier.
Aulus Baebius war 167 v. Chr. Kommandant der römischen Garnison der griechischen Hafenstadt Demetrias und unterstützte die Ätoler Lykiskos und Teisippos, eifrige Parteigänger Roms, bei deren grausamen Vorgehen gegen die ätolische Nationalpartei, wobei 550 ätolische Patrioten von römischen Soldaten getötet und andere ins Exil gejagt wurden. Deswegen musste Baebius später seine Verurteilung hinnehmen.